# Cretaci inferior
| Període                                       | Època    | Estatge      | Edat (Ma)    |              |
| --------------------------------------------- | -------- | ------------ | ------------ | ------------ |
| Paleogen                                      | Paleocè  | Danià        | (més recent) | (més recent) |
| Cretaci                                       | Superior | Maastrichtià | 72,1 ± 0,2   | 72,1 ± 0,2   |
| Cretaci                                       | Superior | Campanià     | 83,6 ± 0,2   | 83,6 ± 0,2   |
| Cretaci                                       | Superior | Santonià     | 86,3 ± 0,5   | 86,3 ± 0,5   |
| Cretaci                                       | Superior | Coniacià     | 89,8 ± 0,3   | 89,8 ± 0,3   |
| Cretaci                                       | Superior | Turonià      | 93,9         | 93,9         |
| Cretaci                                       | Superior | Cenomanià    | 100,5        | 100,5        |
| Cretaci                                       | Inferior | Albià        | ~ 113,0      | ~ 113,0      |
| Cretaci                                       | Inferior | Aptià        | ~ 125,0      | ~ 125,0      |
| Cretaci                                       | Inferior | Barremià     | ~ 129,4      | ~ 129,4      |
| Cretaci                                       | Inferior | Hauterivià   | ~ 132,6      | ~ 132,6      |
| Cretaci                                       | Inferior | Valanginià   | ~ 139,8      | ~ 139,8      |
| Cretaci                                       | Inferior | Berriasià    | ~ 145,0      | ~ 145,0      |
| Juràssic                                      | Superior | Titonià      | (més antic)  | (més antic)  |
| Comissió Internacional d'Estratigrafia (2020) |          |              |              |              |

El Cretaci inferior és la més antiga de les dues grans subdivisions del període Cretaci. Començà fa uns 146 milions d'anys i acabà en fa 100 milions.
Fou en aquest període que aparegueren o prosperaren moltes espècies noves de dinosaures, com ara els psitacosaures, espinosaures o celurosaures, mentre que els supervivents del Juràssic superior continuaren existint.
Als oceans, els ictiosaures començaren a decaure i finalment s'extingiren a principis del Cretaci superior. Els neògnats, els ocells i els angiospermes aparegueren per primer cop.
Durant aquest període aparegueren les angiospermes, que esdevingueren dominants al final del Cretaci. El seu progrés, facilitat per l'aparició de les abelles, és un bon exemple de coevolució. Els primers representants dels arbres moderns, incloent-hi les figueres, els plàtans i les magnòlies, sorgiren durant el Cretaci. Al mateix temps, algunes gimnospermes mesozoiques, com ara les coníferes, continuaren prosperant, malgrat que altres tàxons, com ara les bennettitals, s'extingiren abans de la fi del període.